# Przeciąganie liny na Letnich Igrzyskach Olimpijskich 1908
Przeciąganie liny na Letnich Igrzyskach Olimpijskich 1908 w Londynie rozgrywane było w dniach 17–18 lipca 1908 r. Zawody odbyły się na White City Stadium.

## Wyniki
| Konkurencja       | Złoto | Srebro | Brąz | 4. miejsce | 5. miejsce |
| Przeciąganie liny | Wielka Brytania · City of London PoliceNed Barrett · Frederick Goodfellow · Frederick Humphreys · William Hirons · Albert Ireton · Frederick Merriman · Edwin Mills · James Shepherd John Duke | Wielka Brytania · Liverpool PoliceThomas Butler · Jim Clarke · William Greggan · Alexander Kidd · Daniel Lowey · Patrick Philbin · George Smith · Thomas Swindlehurst Charles Foden | Wielka Brytania Metropolitan Police "K" DivisionWalter Chaffe · Joseph Dowler · Ernest Ebbage · Thomas Homewood · Alexander Munro · William Slade · Walter Tammas · James Woodget T. J. Williams | Szwecja Albrekt Almqvist · Frans Fast · Carl-Emil Johansson · Emil Johansson · Knut Johansson · Karl Krook · Karl-Gottfrid Nilsson · Hjalmar Wollgarth | Stany Zjednoczone Wilbur Burroughs · Wesley Coe · Arthur Dearborn · John Flanagan · Marquis Horr · Matt McGrath · Ralph Rose · Lee Talbott Martin Sheridan |

## Kraje uczestniczące
W zawodach wzięło udział 5 zespołów (łącznie 40 zawodników) z 3 krajów:
| - Stany Zjednoczone (8) - Szwecja (8) - Wielka Brytania (24) |

## Klasyfikacja medalowa
| Miejsce | Państwo         | Złoto | Srebro | Brąz | Razem |
| ------- | --------------- | ----- | ------ | ---- | ----- |
| 1.      | Wielka Brytania | 1     | 1      | 1    | 3     |